# كومي يوكوياما
كومي يوكوياما (横山 久美) (13 أغسطس 1993 في تاما في اليابان – )؛ هي لاعبة كرة قدم كانت تلعب كمهاجم. ولعبت مع منتخب اليابان لكرة القدم للسيدات.

## وصلات خارجية
- كومي يوكوياما على موقع الاتحاد الدولي (مؤرشف)  (الإنجليزية)
- كومي يوكوياما على موقع قاعدة بيانات كرة القدم.إي يو (الإنجليزية)
- كومي يوكوياما على موقع Soccerway.com (الإنجليزية)
- كومي يوكوياما على موقع عالم كرة القدم.نت (الإنجليزية)